# 雙紋石鴴
双纹石鸻（学名：Burhinus bistriatus），是鸻形目石鸻科的一种鸟类。
双纹石鸻体重约787克，翼长约24.18厘米，喙宽度约10.4毫米，喙厚度约12.2毫米，嘴峰长约49.8毫米，跗蹠长约110.2毫米，尾长约11.95厘米。
双纹石鸻是留鸟，栖息在草地，它们是食肉动物，主要以昆虫、蜘蛛等陆生无脊椎动物为食。

## 亚种
- Burhinus bistriatus bistriatus，分布在墨西哥南部至哥斯达黎加西北部。
- Burhinus bistriatus dominicensis，分布在伊斯帕尼奥拉岛。
- Burhinus bistriatus pediacus，分布在哥伦比亚北部。
- Burhinus bistriatus vocifer，分布在委内瑞拉至圭亚那和巴西极北部。[4]